# Jeison Fuentealba
Jeison Joaquín Fuentealba Vergara (* 10. Januar 2003 in Santiago) ist ein chilenischer Fußballspieler auf der Position des Mittelfeldspielers.

## Karriere

### Verein
Jeison Fuentealba kam 2022 aus der Jugend des CF Universidad de Chile zu dessen Profimannschaft, wurde aber direkt nach der Unterschrift seines Profivertrages für ein Jahr zum Ligakonkurrenten Deportes La Serena verliehen.

### Nationalmannschaft
Jeison Fuentealba spielte ab 2021 in der U-20-Nationalmannschaft und nahm mit dieser an der Südamerikameisterschaft 2023 teil.
Im Januar 2024 wurde der Mittelfeldspieler in den Kader der U-23 für das Qualifikationsturnier zu den Olympischen Spielen in Paris nominiert.